# Ambulacralsystem

Wassergefäßsystem des Seesterns (Schema)

Das Ambulacralsystem (oder Ambulakralsystem), auch Wassergefäßsystem genannt, ist ein typisches Merkmal für den Stamm der Echinodermata (Stachelhäuter, z. B. Seesterne und Seeigel). Es besteht aus einem Kanalsystem im Inneren der Tiere, welches mit einer speziellen Flüssigkeit gefüllt ist und als Ringkanal den Schlund des Tieres umfasst, von dem fünf Radiärkanäle entspringen. Der Name Wassergefäßsystem ist etwas irreführend, da es sich bei der Flüssigkeit nicht um Meerwasser handelt, sondern um proteinhaltige Coelomflüssigkeit. Außen am Tier wird das Ambulacralsystem an den kleinen tentakelartigen Füßchen sichtbar.
Das Ambulacralsystem ist ein hydraulisches System, das sich an der Oberseite der Tiere befindet und über eine Siebplatte mit dem umgebenden Meerwasser in Verbindung steht. Das Wasser wird durch kleine muskulöse „Ampullen“ (Druckbläschen) in die kleinen Füßchen der Echinodermaten gepresst, die dadurch ausgestreckt werden. Die Saugfüßchen werden zuerst gestreckt, dann haften sie und dann werden sie wieder verkürzt, immer im Wechsel. Bevor dieser Mechanismus bekannt war, wurden bei Seesternen und anderen Echinodermata Saugnapffüßchen mit primären Adhäsionsmechanismen vermutet. Neuere Studien belegen, dass die Haftung zum Untergrund über die Sekretion eines adhäsiven Materials erfolgt, die den Tieren eine kriechende Fortbewegung ermöglicht.

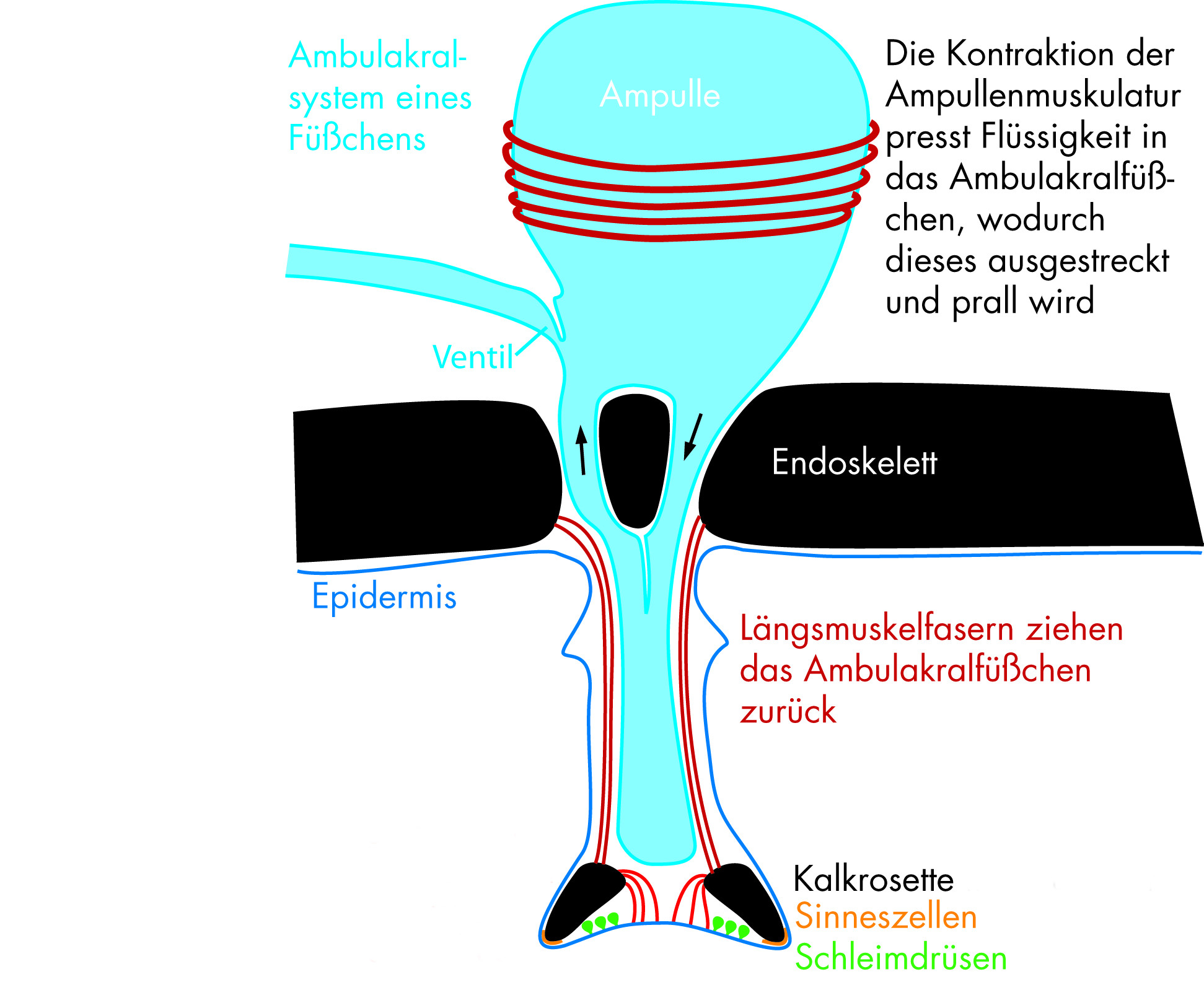
Funktionsweise eines Ambulakralfüßchens mit zugehöriger Ampulle

Einen weiteren Bestandteil des Ambulacralsystems bildet die Madreporenplatte (auch Siebplatte genannt), welche auf der Oberseite von Seesternen und Seeigeln gut sichtbar ist. Dieses kleine, poröse Gebilde dient dem Druckausgleich. Ein Austausch von Meereswasser findet über die Porenöffnungen der Madreporenplatte statt.
Bei den Seesternen erstrecken sich diese Kanäle in den gesamten Körper, verzweigen in Seitenkanäle der fünf Arme und münden in zahlreiche feine Saugfüßchen. Durch besondere Druckbläschen (Ampullen) wird Flüssigkeit in Füßchen gepresst, die dabei ausgestreckt werden. Durch den ständigen Wechsel von Ausstrecken, Haften, Verkürzen und wieder Ausstrecken der Saugfüßchen vermögen sich die Tiere kriechend fortzubewegen.

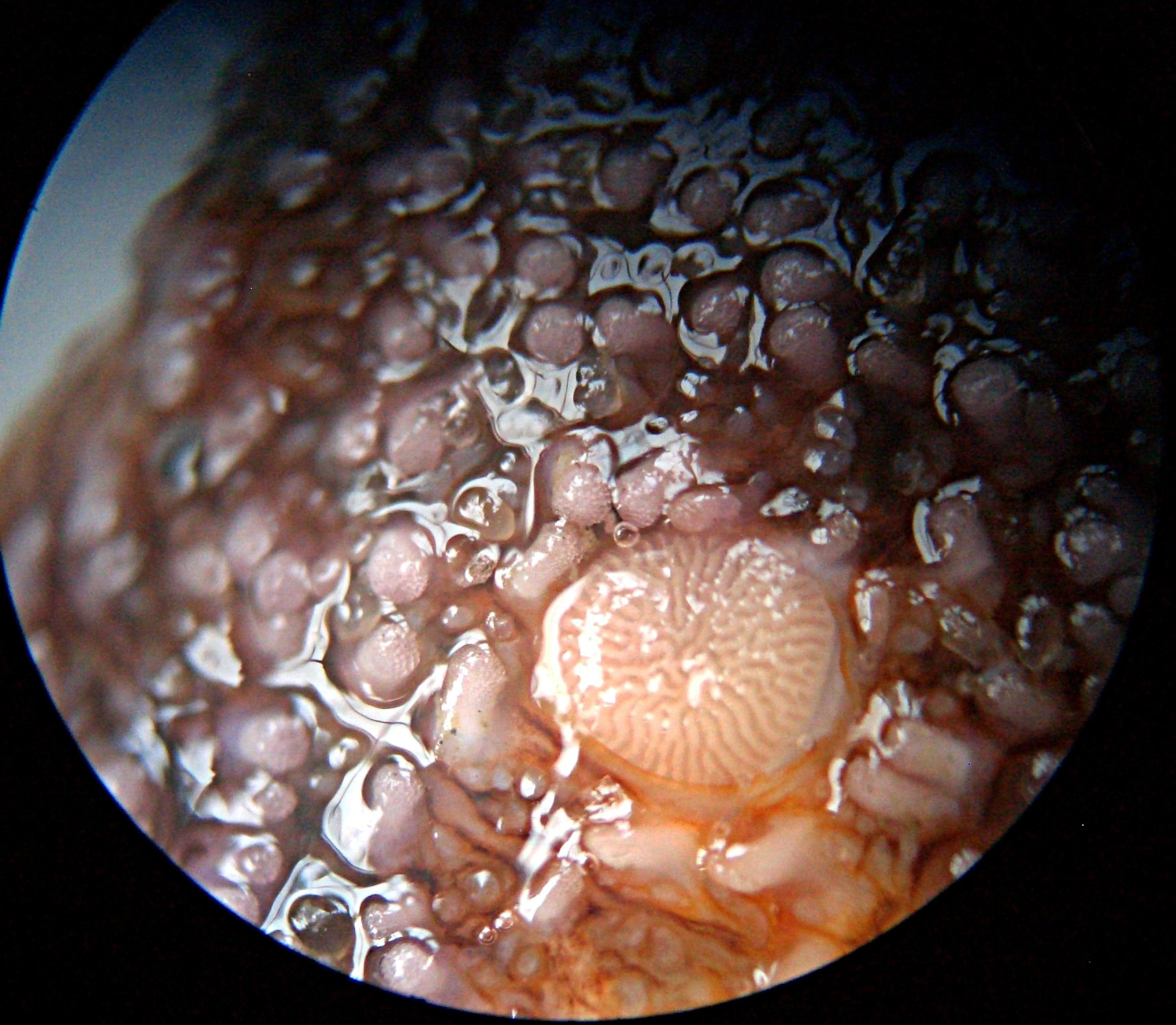
Madreporenplatte eines Seesterns
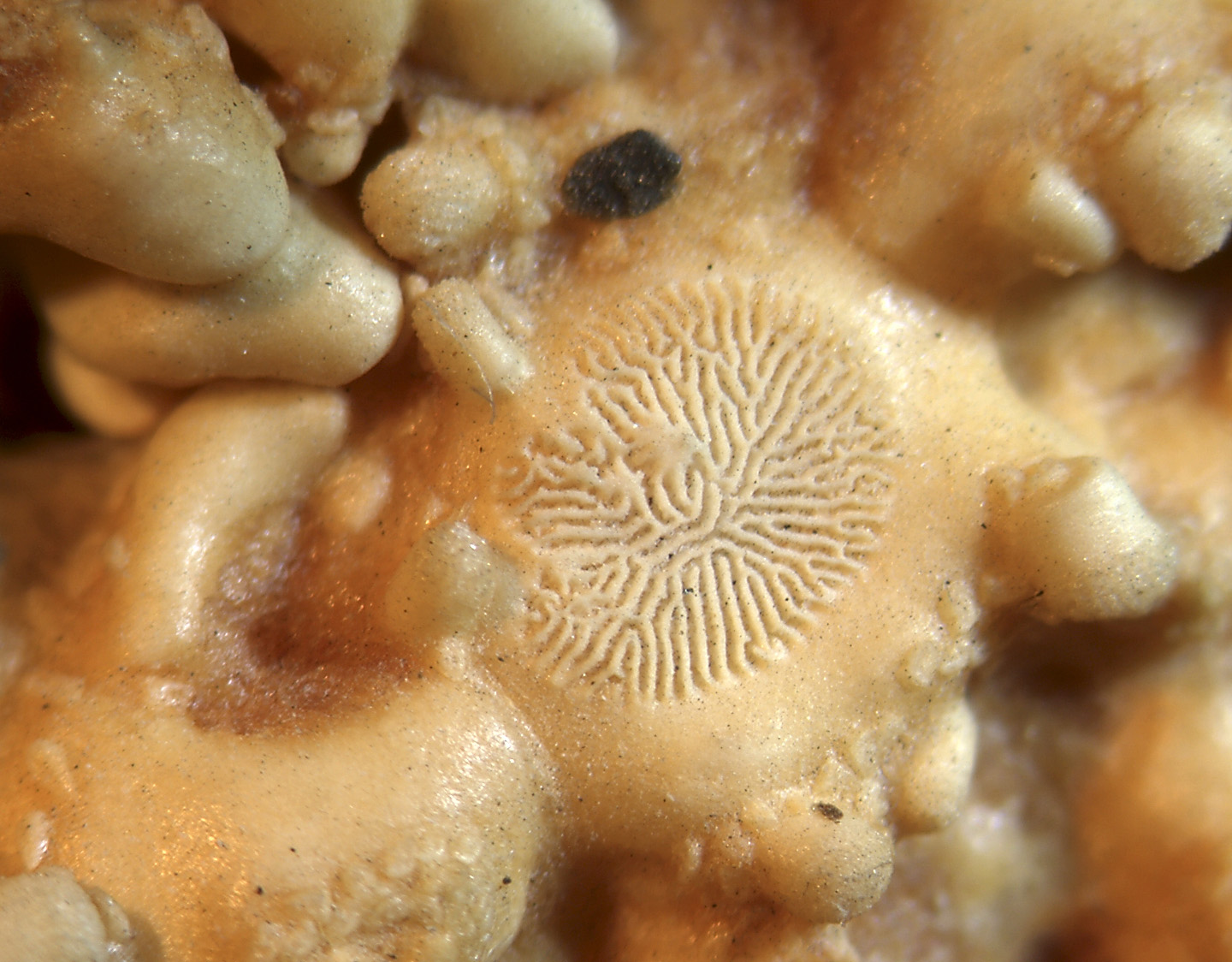
Nahaufnahme der Madreporenplatte (Siebplatte) eines Seesterns
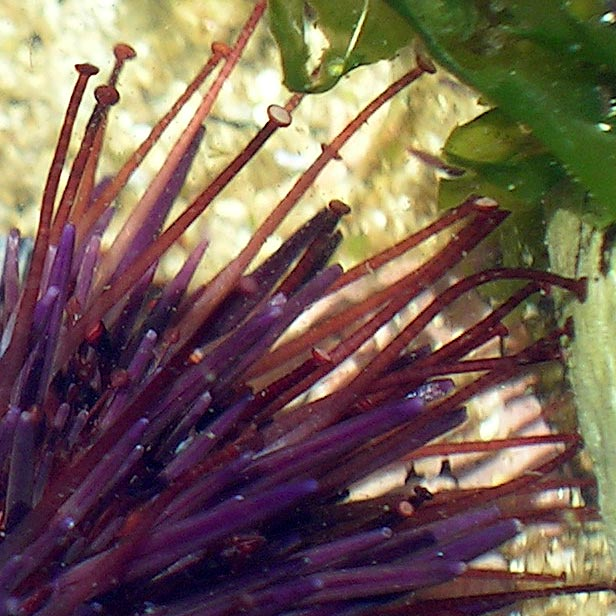
Großaufnahme der Ambulacralfüße eines Seeigels
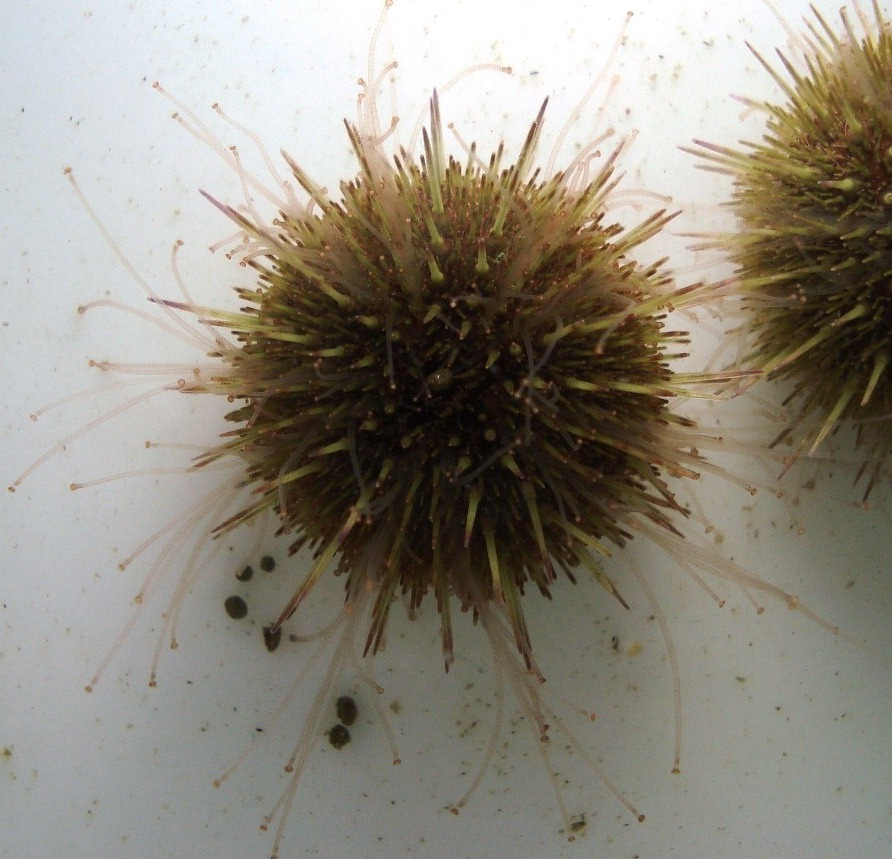
Strandseeigel (Psammechinus miliaris) – gut erkennbar sind die weit über die Stacheln herausgeschobenen Ambulacralfüße
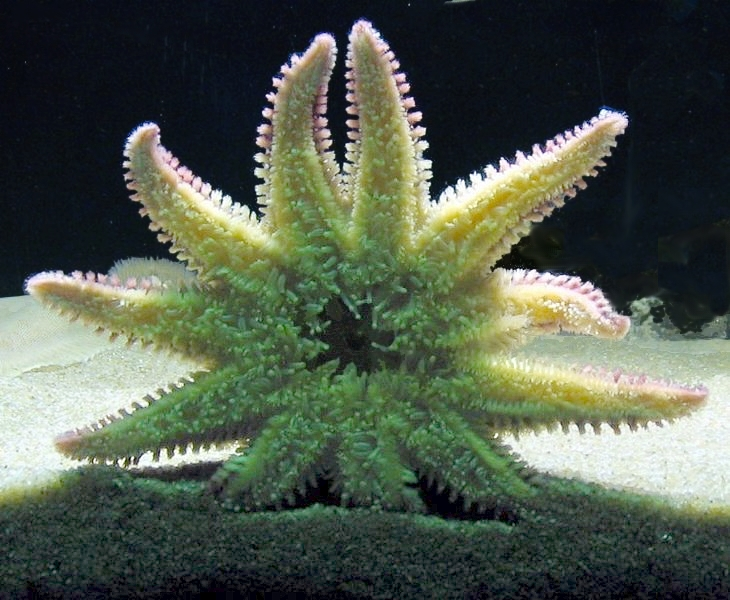
Seestern, Unterseite (Asteroidea)